# Hans-Jürgen Geschke
Hans-Jürgen Geschke (n. 7 iulie 1943, Berlin, Germania Nazistă) este un ciclist german, medaliat olimpic. A participat la 3 ediții ale Jocurilor Olimpice (1968, 1972, 1976) în care a câștigat o medalie de argint și o medalie de bronz.